# Groene meerkat
De groene meerkat, grivet of grijsgroene meerkat (Chlorocebus aethiops) is een aap van het geslacht groene meerkatten (Chlorocebus). De wetenschappelijke naam van de soort werd in 1758 als Simia aethiops gepubliceerd door Carl Linnaeus.

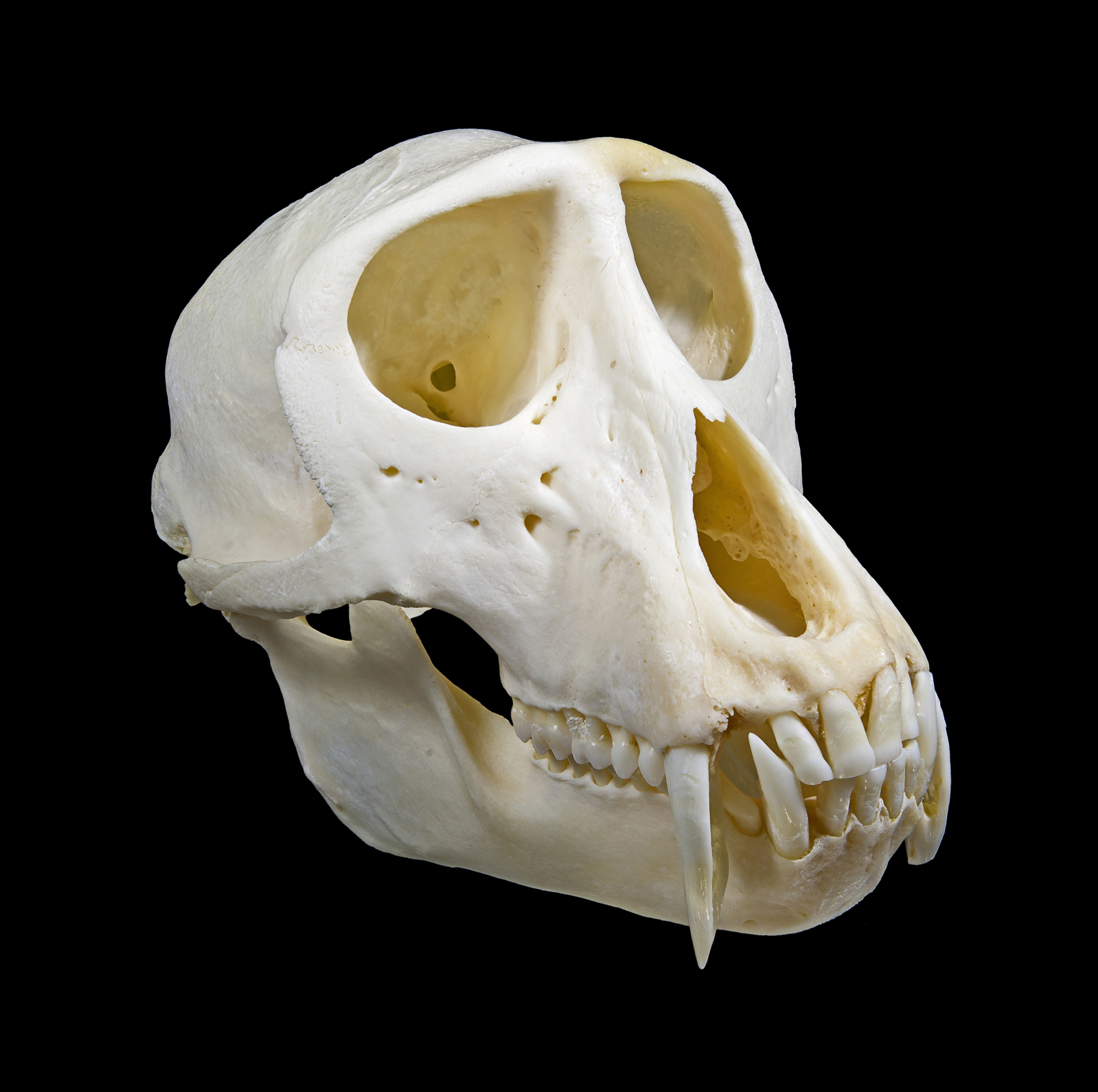
Schedel

De groene meerkat leeft in Soedan, Kenia, Ethiopië en Eritrea, op savannes, in bosgebieden, langs oevers en in landbouwgebieden. Hij is vooral afhankelijk van de Acacia. De groene meerkat eet de zaden, bloemen, bladeren en gom van deze boom. Ook van vijgen en andere fruitbomen wordt gegeten.
Groene meerkatten leven in groepjes, waarvan de kern wordt gevormd door vrouwtjes met jongen. Onderzoek in gevangenschap wees uit dat volwassen mannetjes in de hiërarchie niet dominant zijn, maar gelijkstaan of ondergeschikt zijn aan de volwassen vrouwtjes.
De groene meerkat kent een grote verscheidenheid aan geluiden. Sommige van deze geluiden, als blaffen en schreeuwen, zijn een middel om contact te houden met de rest van de groep.
De groene meerkat heeft een grijzige olijfgroene vacht op de rugzijde en de kroon. De ledematen zijn grijs, en de buik is wit, evenals de wangen, en een band boven de wenkbrauwen. De vacht op de wangen bestaat uit opvallend lange, witte haren. Het gezicht is zwart en de staart heeft een wit pluimpje. Het scrotum van het mannetje is helderblauw en de penis is felrood. De groene meerkat wordt 40 tot 60 centimeter lang en 5 tot 8 kilogram zwaar. De staart wordt 42 tot 70 centimeter lang, iets langer dan de rest van het lichaam.
Waarschijnlijk kruist de groene meerkat met de Balemeerkat (Chlorocebus djamdjamensis). Hun leefgebieden overlappen in het westen van de Grote Slenk.
Voorheen werd de populatie die voorkomt in de bergen van Ethiopië, ten westen van de Grote Slenk, onderscheiden als ondersoort Chlorocebus aethiops matschiei, en de andere populatie, ten oosten van de Nijl, van de Sudd tot Eritrea, als de typische ondersoort. Dat onderscheid wordt inmiddels niet meer gemaakt.